# Рододендрон малый

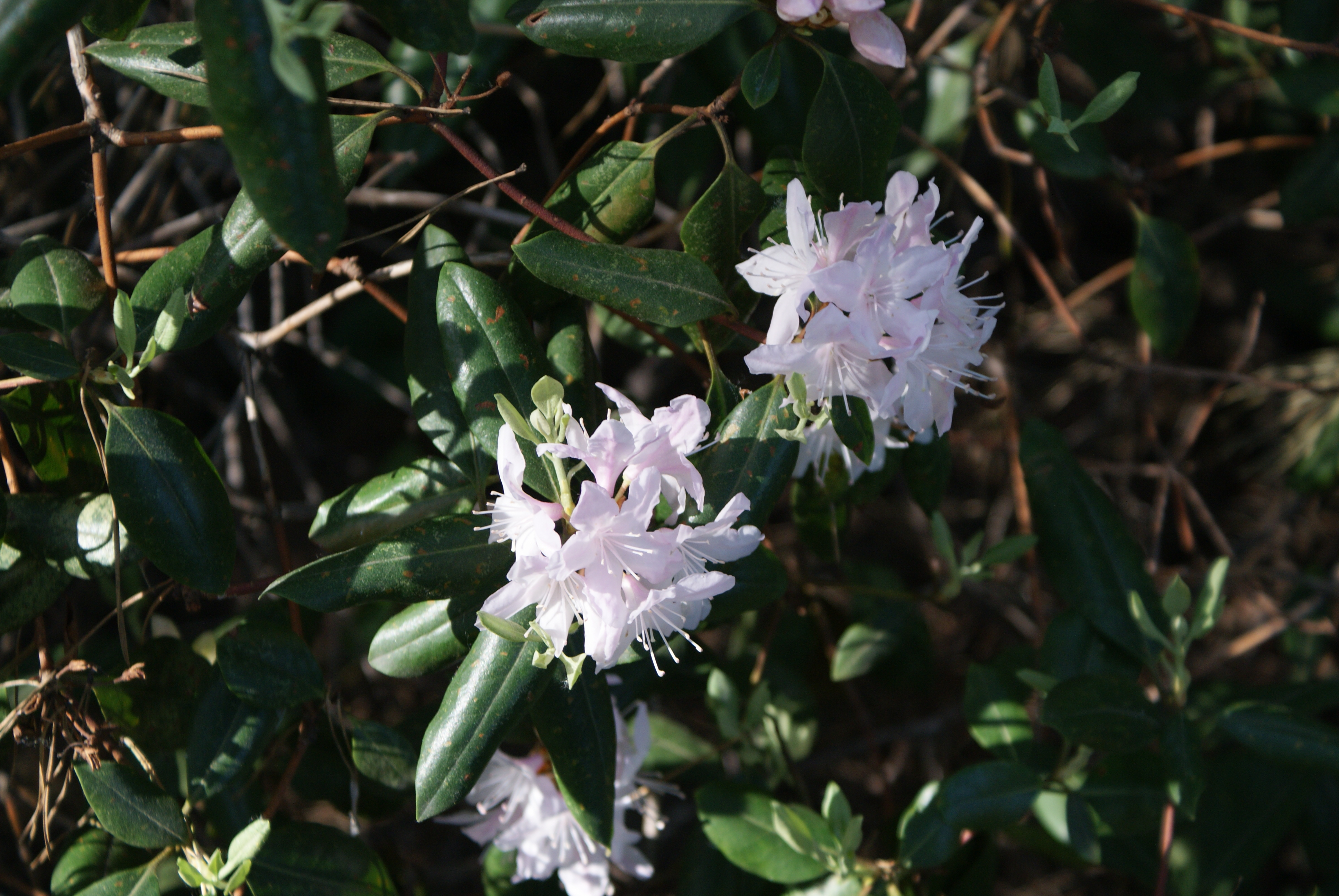

Рододе́ндрон малый, или рододендрон каролинский (лат. Rhododendron minus) — вечнозелёный кустарник; вид рода Рододендрон. Используется в качестве декоративного садового растения, а также в селекционных программах для получения декоративных сортов рододендронов. 
Андре Мишо описал вид в 1792 году, видовой эпитет «minus», возможно использован, что бы подчеркнуть отличия от Rhododendron maximum.

## Естественные разновидности
- Rhododendron minus var. minus Michx.
Растёт на открытых склонах гор, в предгорьях, и вдоль ручьев Северной и Южной Каролины, Джорджии и Алабамы[4].
В некоторых источниках описывается, как Rhododendron carolinianum.

- Rhododendron minus var. chapmanii (Alph. Wood) Gandhi & Zarucchi
Есть только 3 известные популяции в прибрежных равнинах северной Флориды. Географически изолированы от Rh. minus var. minus. Растёт на хорошо дренированных, постоянно влажных песках с большим содержанием органики. Предпочитает полутенистые местообитания. Вырастает до 2 м. Листья более овальные и меньших размеров, чем у типовой формы, с закругленным кончиком листа. Листья на верхней поверхности отчётливо морщинистые и ароматные при растирании. Есть сообщения о некоторой изменчивости цветовых форм в дикой природе[4].

## Распространение
США.

## Описание
Листопадный кустарник, высота 0,9—1,8 м. В десятилетнем возрасте высота около 1,2 м.
Кора гладкая, вертикально бороздчатая. Листья узко-эллиптические к эллиптическим или овальной формы, иногда обратнояйцевидные, (1—) 5—8 (—13) × (1—) 2—3,5 (—5,5) см, толстые, кожистые.
Соцветия 4—12-цветковые. Цветки колокольчатые к воронковидным, 15-37 мм, без аромата, доли чашечки 0,5—2 мм, венчик бледно-розового или белого цвета, в верхней части обычно с зеленоватыми пятнами, лепестки сросшиеся, лопасти 8—19 мм, тычинок 10.
Кариотип: 2n = 26.

## В культуре
Введён в культуру в Европе в 1786 году. 
Зоны морозостойкости: 5—8. По данным American Rhododendron Society Rh. minus var. minus выдерживает зимние понижения температуры до −26 °C, Rh. minus var. chapmanii до −21 °C.
В Финляндии цветение обычно происходит в начале июня. Декоративную ценность кустарника снижает его склонность к сбрасыванию осенью практически всей листвы, выросшей за предыдущий сезон.
В условиях Нижегородской области наблюдается ежегодное обмерзание многолетних побегов. В неблагоприятные зимы растения вымерзают. Цветение единичное, наблюдается редко.

## Болезни и вредители
При выращивании в тени страдает от пятнистости листьев.